# Egbert II de Misnie
Egbert II de Misnie (allemand: Ekbert), mort le 3 juillet 1090, est comte de Brunswick et Margrave de Misnie.

## Biographie

### Origine
Egbert II est le fils aîné du margrave Egbert Ier de la famille dite des Brunonides et de son épouse. Il est encore mineur lorsqu'il succède à son père mort prématurément le 11 janvier 1068. Il épouse  Oda, fille du comte Otto de Misnie-Orlamünde, dont l'héritage comprend le château de Gleichen.

### Règne
En 1073, la haute aristocratie saxonne menée par le duc Magnus Ier et Otton de Nordheim, se révolte contre Henri IV du Saint-Empire. L'insurrection est écrasée grâce à l'intervention du duc Vratislav II de Bohême lors de la première bataille de Langensalza le 9 juin 1075. Le fait de savoir si Egbert II participe activement à la rébellion des saxons demeure incertain sur la base des sources existantes mais il est considéré comme un opposant au roi et privé de son titre de margrave de Misnie qui est accordé en 1076 à Vratislav II.
Egbert chasse Vratislav II de Misnie dès l'année suivante et il est condammné pour cela. Son comté de Frise est confisqué et donné comme fief à l'évêque d'Utrecht. Dans ce contexte Egbert est l'un des premies partisans de l'anti-roi Rodolphe de Rheinfelden, mais comme d'autres nobles saxons il lui retire rapidement son soutien et demeure ensuite neutre. Après la mort d'Otton de Nordheim en 1083, Egbert est le plus important mais le plus inconséquent des opposants saxons à Henri IV. En juillet 1085, il se réconcilie brièvement avec l'empereur en Saxe. En septembre, le conflit reprend mais en 1087, Egbert et Henri IV font la paix.
Quelques sources indiquent qu'après la mort de l'anti-roi Hermann de Salm en 1088, les évêques Hartwig de Magdebourg et Buchard II d'Halberstadt auraient persuadé Egbert de se lever contre le roi et de réclamer la couronne pour lui-même. Quoi qu'il en soit, Egbert se brouille peu après avec ses nouveaux alliés, probablement à la suite de promesses non tenues, et la soumission de l'évêque Hartwig au roi isole définitivement Egbert.
En 1088, Egbert est assiégé  pendant quatre mois par Henri IV dans son château de Gleichen mais le lendemain de Noël il réussit à s'échapper, profitant de la confusion de la bataille avec une petite troupes. Il est déclaré hors la loi et privé de la Misnie qui est donnée à Henri de Lusace et de ses dernières possessions en Frise par la cour des  princes de Quedlinburg, et de nouveau la même année à Ratisbonne. Le fugitif Egbert, invaincu mais isolé tombe selon la tradition sous les coups de chevaliers de l'empereur dans un moulin à fer en 1090.
Le corps d'Egbert II est inhumé à Saint-Cyriaque de Brunswick qu'il avait fondé avec son père. Après la démolition de cet édifice il est ré inhumé dans la crypte de l'Église Saint-Blaise dans la même ville. Ses possessions restantes échoient à sa sœur Gertrude de Brunswick et à l'époux de cette dernière Henri de Nordheim, futur margrave de Frise, leur fille Richenza de Nordheim sera l'épouse de Lothaire de Supplinbourg, futur duc de Saxe et empereur du Saint-Empire.